# Richard Kleine
Richard Kleine (* 4. Juli 1874 in Magdeburg; † 10. April 1948 in Halle (Saale)) war ein deutscher Entomologe, Koleopterologe und Phytopathologe. Seine Forschungsschwerpunkte waren die Familien der Rotdeckenkäfer (Lycidae) und der Langkäfer (Brentidae).

## Leben
Kleine kam als Sohn eines Tischlermeisters in Magdeburg zur Welt. Seine Leidenschaft für Pflanzen und Insekten wurde bereits von klein auf von der Mutter, die eine eifrige Blumenzüchterin war, gefördert, indem sie ihn auf ihre botanischen Harztouren mitnahm. Auf Druck seines Vaters erlernte er in Magdeburg das Buchdruckerhandwerk, hielt sich einige Jahre als Geselle im Rheinland auf und arbeitete von 1899 bis 1910 als Maschinenmeister in Halle (Saale). 1911 gab er seinen Beruf auf und wurde Assistent von Kurt Störmer (1878–1950) an der Station für Pflanzenschutz der Landwirtschaftskammer für die Provinz Sachsen. 1912 erfolgte der Wechsel an die Anstalt für Pflanzenbau der Landwirtschaftskammer für die Provinz Pommern in Stettin. 1924 wurde er zum Hauptstellenleiter für Pflanzenschutz und der Samenprüfstelle und 1928 zum Landwirtschaftskammerrat ernannt.
1937 wurde er pensioniert und 1938 wurde er ehrenamtlicher Mitarbeiter am Museum für Naturkunde in Stettin, bis er im März 1945 während der Evakuierung die Stadt verlassen musste. Kleine und seine Frau kamen zunächst in Zettemin und in Pinnow unter, bevor sie 1946 nach Halle (Saale) zurückkehrten. 1947 starb Kleines Frau und im April 1948 starb er an den Folgen einer Tuberkuloseerkrankung.
Kleines Bibliographie umfasst 417 entomologische Titel und eine ähnlich hohe Anzahl von phytopathologischen Publikationen, die sich mit Unkräutern und ihrer Bekämpfung, mit Pilzerkrankungen der Getreide und Futterpflanzen, mit Getreidebeizung, mit Anbau und Krankheiten der Kartoffel, darunter Kartoffelkrebs, mit Rübenkrankheiten und anderen Fragen des Pflanzenschutzes befassen. Zu den von ihm behandelten Schadinsekten zählen die Kümmelmotte, der Erbsenwickler, die Kohleule, die Wintersaateule, der Brotkäfer, der Rübenaaskäfer, Erdflöhe, Kornkäfer, Fritfliege, Weizenhalmfliege, Getreideblumenfliege, Rübenfliege und der Borkenkäfer.
Lange wurde angenommen, dass Kleines Sammlung während des Zweiten Weltkriegs zerstört wurde, 2004 stellte sich jedoch heraus, dass ein Teil von Stettin nach Warschau transportiert wurde, wo sie noch heute im Museum und Institut für Zoologie der Polnischen Akademie der Wissenschaften untergebracht ist.

## Von Kleine beschriebene Käfergattungen
Neben mehreren hundert Käferarten, darunter 103 aus Neuguinea, beschrieb Kleine 91 Gattungen, dazu zählen:
- Gyalostoma Kleine, 1914
- Heterothesis Kleine, 1914
- Elytracantha Kleine, 1915
- Baryrhynchus (Eupsalomimus) Kleine, 1916
- Caenosebus Kleine, 1916
- Dyscheromorphus Kleine, 1916
- Isomorphus Kleine, 1916
- Schizoadidactus Kleine, 1916
- Stibacephalus Kleine, 1916
- Tetanocephalus Kleine, 1916
- Anepsiotes Kleine, 1917
- Heteroblysmia Kleine, 1917
- Schizoeupsalis Kleine, 1917
- Suborychodes Kleine, 1917
- Systellus Kleine, 1917
- Acramorphocephalus Kleine, 1918
- Hadramorphocephalus Kleine, 1918
- Hypomiolispa Kleine, 1918
- Leptamorphocephalus Kleine, 1918
- Micramorphocephalus Kleine, 1918
- Ithystenomorphus Kleine, 1919
- Mesitogenus Kleine, 1919
- Perisymmorphocerus Kleine, 1919
- Syggenithystenus Kleine, 1919
- Anocamara Kleine, 1920
- Atenophthalmus Kleine, 1920
- Homophylus Kleine, 1920
- Isoceocephalus Kleine, 1920
- Myrmecobrenthus Kleine, 1920
- Palaeoceocephalus Kleine, 1920
- Paramorphocephalus Kleine, 1920
- Pseudoceocephalus Kleine, 1920
- Pseudophocylides Kleine, 1920
- Agrioblepis Kleine, 1921
- Allacompsus Kleine, 1921
- Corporaalia Kleine, 1921
- Hemiorychodes Kleine, 1921
- Henorychodes Kleine, 1921
- Hetaeroceocephalus Kleine, 1921
- Megateras Kleine, 1921
- Paratrachelizus Kleine, 1921
- Parorychodes Kleine, 1921
- Proteramocerus Kleine, 1921
- Sclerotrachelus Kleine, 1921
- Synorychodes Kleine, 1921
- Thaumastopsis Kleine, 1921
- Ananesiotes Kleine, 1922
- Autometrus Kleine, 1922
- Calyptulus Kleine, 1922
- Chalybdicus Kleine, 1922
- Chelorhinus Kleine, 1922
- Euschizus Kleine, 1922
- Hemicordus Kleine, 1922
- Leptocymatium Kleine, 1922
- Opisthenoxys Kleine, 1922
- Periceocephalus Kleine, 1922
- Peritrachelizus Kleine, 1922
- Pittodes Kleine, 1922
- Proepisphales Kleine, 1922
- Pseudanchisteus Kleine, 1922
- Pyresthema Kleine, 1922
- Stroggylosternum Kleine, 1922
- Uropteroides Kleine, 1922
- Aneorhachis Kleine, 1923
- Holobrenthus Kleine, 1923
- Peraprophthalmus Kleine, 1923
- Schizephebocerus Kleine, 1923
- Amobaeus Kleine, 1925
- Ceragogus Kleine, 1925
- Genogogus Kleine, 1925
- Hemisamblus Kleine, 1925
- Metatrachelus Kleine, 1925
- Parusambius Kleine, 1925
- Perorychodes Kleine, 1925
- Plesiophocylides Kleine, 1925
- Schizuropterus Kleine, 1925
- Teraticorhynchus Kleine, 1925
- Catablysmia Kleine, 1926
- Catagogus Kleine, 1926
- Eupsalomorphus Kleine, 1926
- Paragogus Kleine, 1926
- Pseudomiolispa Kleine, 1926
- Hyposphales Kleine, 1927
- Nemocephalinus Kleine, 1927
- Raphirhynchidus Kleine, 1927
- Stereobatinus Kleine, 1927
- Taphroderomimus Kleine, 1927
- Macropareia Kleine, 1932
- Hypotrachelizus Kleine, 1933
- Leptomiolispa Kleine, 1933
- Parapisthius Kleine, 1935

## Dedikationsnamen
1918 benannte Embrik Strand die Langkäfergattung Kleineella nach Richard Kleine.